# Gare de Xeuilley
La gare de Xeuilley est une gare ferroviaire française, fermée, de la ligne de Jarville-la-Malgrange à Mirecourt, située sur le territoire de la commune de Xeuilley dans le département de Meurthe-et-Moselle en région Grand Est.
Halte Société nationale des chemins de fer français (SNCF), sans desserte, le trafic voyageurs est suspendu depuis décembre 2016.

## Situation ferroviaire
Établie à 227 mètres d'altitude, la gare de Xeuilley est située au point kilométrique (PK) 17,657 de la ligne de Jarville-la-Malgrange à Mirecourt, entre les gares, également fermées, de Bainville et de Pierreville.

## Histoire
Le 18 décembre 2016, la gare de gare de Xeuilley est fermée au service des voyageurs du fait de la suspension de ce service, entre Pont-Saint-Vincent et Vittel. La raison invoquée, par la SNCF : « des soucis de vétusté de la ligne avec des travaux colossaux à réaliser sur les voies. Une réhabilitation évaluée à cent millions d'euros ».

## Service des voyageurs
Halte fermée, le trafic voyageurs est suspendu depuis décembre 2016.

## Service des marchandises
Un train de ciment de la société Europorte dessert plusieurs fois par semaine la gare de Xeuilley pour la société Vicat, dont l'EP de la cimenterie en est située, à quelques centaines de mètres.[réf. souhaitée].

Une rotation aller/retour d'une desserte de train de ciment s'y effectue par FRET SNCF, les mardis et les mercredis en milieu/fin d'après midi.